# Museo La Salle
El Museo de Ciencias Naturales La Salle es un museo nacional de Costa Rica. Está abierto al público los días de martes a sábado de 8:00 a. m. a 4:00 p. m. y los domingos y feriados de 9:00 a. m. a 5:00 p. m. El Museo está ubicado en el distrito Mata Redonda, Barrio La Salle, Av. 12, entre Calles 66 y 72, 250 metros Sur de Canal 7, contiguo al MAG (Ministerio de Agricultura y Ganadería).
El Museo cuenta con más de 70.000 piezas en exhibición, con las secciones de paleontología, magníficas réplicas de grandes dinosaurios y ejemplares de fósiles de animales primitivos, geología, ejemplares fósiles, rocas y minerales malacología, colección de conchas y moluscos, cuenta con más de 14.000 ejemplares de unas 5.000 especies, invertebrados. Reúne material diverso como esponjas, corales, escorpiones, arañas, insectos etc. Ornitología, las más variadas aves en una colección de más de 1.400 ejemplares. Entomología, la mejor colección de mariposas y la más grande del país con 9.000 ejemplares, de unas 1.200 especies, peces marinos y de agua dulce, reptiles (cocodrilos, iguanas, tortugas, serpientes), mamíferos (más de 400 ejemplares) y diferentes especies conservadas el líquidos.
El Museo La Salle pertenece a una Asociación Civil sin fines de lucro, nombrada de interés cultural e interés público y es parte de la estructura pedagógica de la Universidad La Salle y del Colegio La Salle. Su fundador fue el hermano Eduardo Fernández Bárcena en el año 1960. Sus numerosos ejemplares de gran valor histórico y científico, según los expertos, le sitúan como uno de los más completos en América Latina. El museo cuenta con más de 70.000 especímenes de zoología, paleontología, arqueología, mineralogía

## Contacto
- Teléfono:(506) 22 32 13 06 / 7037 6636
- URL: http://www.museolasalle.ed.cr
- Facebook : https://www.facebook.com/museolasallecr/